# Saint-Franchy
Saint-Franchy is een gemeente in het Franse departement Nièvre (regio Bourgogne-Franche-Comté) en telt 72 inwoners (2009). De plaats maakt deel uit van het arrondissement Nevers.

## Geografie
De oppervlakte van Saint-Franchy bedraagt 17,3 km², de bevolkingsdichtheid is 3,9 inwoners per km².
De onderstaande kaart toont de ligging van Saint-Franchy met de belangrijkste infrastructuur en aangrenzende gemeenten.

## Demografie
Onderstaande figuur toont het verloop van het inwonertal (bron: INSEE-tellingen).